# Dritter Koalitionskrieg
Kap Finisterre – Wertingen – Günzburg – Haslach-Jungingen – Elchingen – Ulm – Trafalgar – Caldiero – Mehrbach – Lambach – Bodenbühl – Steyr – Amstetten – Mariazell – St. Pölten – Kap Ortegal – Dürnstein – Schöngrabern – Wischau (Vyškov) – Austerlitz – San Domingo
Der Dritte Koalitionskrieg, auch Zweiter Napoleonischer Krieg, fiel in das Jahr 1805. Er wurde ausgetragen zwischen Frankreich und seinen deutschen Verbündeten, insbesondere Württemberg, Bayern und Baden, und den Alliierten um Großbritannien, Russland, Österreich, Schweden und Neapel. Napoleon siegte in der Schlacht von Ulm. Einen Tag später wurde die französisch-spanische Flotte am 21. Oktober in der Schlacht von Trafalgar geschlagen. Eine vereinigte russisch-österreichische Armee wurde am 2. Dezember in der Schlacht bei Austerlitz von Napoleon besiegt. Daraufhin musste Österreich den Frieden von Pressburg schließen, während Russland und Großbritannien den Krieg fortsetzten. Das Ergebnis des Dritten Koalitionskrieges war, dass Großbritannien zur See nunmehr die beherrschende Macht war und auf dem Kontinent dominierte Frankreich. Napoleon gestaltete im Jahr 1806 die Verhältnisse vor allem im Heiligen Römischen Reich grundlegend um. Er schuf den Rheinbund, dessen Mitglieder aus dem Reich austreten mussten. Daraufhin legte Kaiser Franz II. am 6. August die Krone des Heiligen Römischen Reiches nieder.

## Vorgeschichte
Es war für die führenden europäischen Politiker und insbesondere auch für Napoleon klar, dass die Friedensschlüsse von Lunéville (1801) und Amiens (1802), die den Zweiten Koalitionskrieg beendeten, keine dauerhafte Lösung darstellten. Zwischen dem von Napoleon beherrschten Frankreich und Großbritannien nahmen bereits seit der zweiten Hälfte des Jahres 1802 die Spannungen wieder zu. Dazu trug bei, dass Napoleon eine aktive Rolle in der Karibik spielte. Auch gab es Hinweise, dass er sich erneut für Ägypten und den Nahen Osten interessierte. Es gab Meldungen in französischen Zeitungen, dass 10.000 Mann genügen würden, um Ägypten zurückzuerobern.

In Italien steigerte Napoleon seinen Einfluss, als er die Cisalpinische Republik in die italienische Republik verwandelte und sich selbst zum Präsidenten machte. Das Piemont schloss er Frankreich an. Die französische Armee wurde entgegen dem Friedensvertrag von Amiens nicht aus den Niederlanden abgezogen, vielmehr bekam die batavische Republik eine neue Verfassung nach französischem Vorbild. In enger Abhängigkeit von Frankreich stand auch die helvetische Republik. Dem Land hatte Napoleon mit der Mediationsakte eine neue föderalistische Verfassung gegeben. Gleichzeitig hatte sich das Land für fünfzig Jahre politisch an Frankreich binden müssen.
Der Friedensvertrag sah vor, dass Großbritannien alle eroberten Gebiete bis auf Ceylon und Trinidad an ihre jeweiligen vorherigen Besitzer zurückgeben sollte. Menorca an Spanien und Malta an den Johanniterorden. Im Gegenzug sollte Frankreich Ägypten und Neapel verlassen sowie die Unabhängigkeit von Portugal und den Ionischen Inseln garantieren.
Um einen weiteren Vormarsch Napoleons in die Levante zu verhindern war es für Großbritannien notwendig Malta und eine Flotte im Mittelmeer zu halten. Russlands Interesse an Malta bot Napoleon eine ideale Gelegenheit für einen Krieg, bei dem er sich ausrechnete Großbritannien und Russland gegeneinander auszuspielen. Napoleon drohte am 13. März 1803 indirekt mit Krieg, als er gegenüber dem englischen Botschafter Lord Whitworth die britische Verletzung des Friedensvertrages kritisierte. Der Botschafter kehrte nach London zurück, und kurze Zeit später, am 18. Mai, erklärte Großbritannien Frankreich den Krieg.

## Bildung der gegnerischen Lager
Nachdem Napoleon sich 2. Dezember 1804 zum Kaiser gekrönt hatte, waren Österreich und Preußen zwar alarmiert aber nicht beunruhigt. Die annektierten italienischen Stadtstaaten Genua, Parma und Piacenza und seine Krönung zum König von Italien im Mai 1805 ließen jedoch keinen Zweifel mehr an Napoleons Absichten.
Am 21. Januar 1805 hatte Premierminister William Pitt der Jüngere  dem Parlament in London einen Bündnisvertrag mit Russland und Österreich zur Abstimmung vorgelegt. Die Forderungen dieses Vertrages waren die Wiederherstellung des Königreichs Piemont-Sardinien, der Abzug der französischen Truppen aus Italien, die Auflösung der Batavischen Republik sowie die Wiederherstellung der Unabhängigkeit der Schweiz. Im Falle einer Weigerung Napoleons würde das vereinigte Königreich die Koalitionsstreitkräfte finanziell unterstützen. Nachdem alle Schwierigkeiten geklärt waren, unterzeichneten Großbritannien, Österreich und Russland am 9. August 1805 einen Vertrag, der die dritte Koalition gegen Napoleon bildete. Preußen blieb weiterhin neutral.

Auf der anderen Seite baute Napoleon ein Bündnis aus verschiedenen süddeutschen Mitgliedern des Heiligen Römischen Reiches auf. Darunter Württemberg, Bayern und Baden, die durch den Reichsdeputationshauptschluss vom 25. Februar 1803 profitierten. Diese vergrößerten Staaten entsprachen Napoleons Kalkül. Sie sollten Österreich schwächen, aber selbst zu schwach sein, um Frankreich zu gefährden.

## Ausgangslage

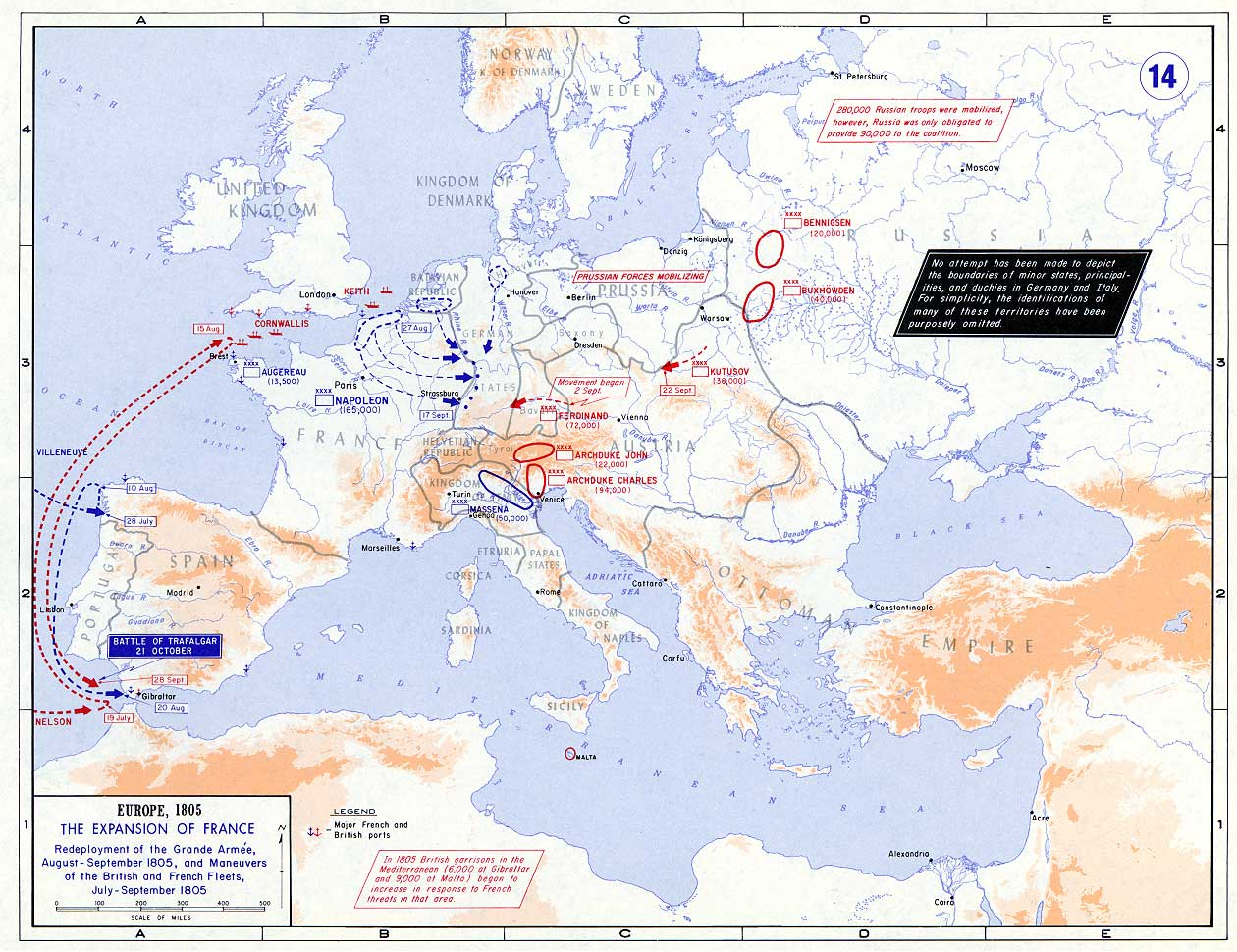
Strategische Lage zu Kriegsbeginn vor der Schlacht bei Ulm

In der ersten Hälfte des Jahres 1805 stimmen die Alliierten ihre Pläne für die nächsten Offensivbewegungen ab, die Europa wieder in seine Grenzen von 1792 zurückführen sollen. Am 16. Juli trafen sich der russische Abgesandte General Wizingerode mit Erzherzog Karl, Karl Mack von Leiberich und Karl Philipp zu Schwarzenberg. Die Österreicher bestanden darauf, dass die Hauptanstrengungen in Italien unternommen werden sollten. Die Pläne der Koalition für den Feldzug sahen eine noch nie dagewesene europaweite Koordinierung der Operationen vor. Es war geplant, etwa 580.000 Soldaten zu mobilisieren und vier große Einsatzgebiete zu schaffen. In Süddeutschland befehligten Erzherzog Ferdinand und General Karl Leiberich Mack eine Armee von etwa 60.000 Mann mit dem Auftrag, in Bayern einzumarschieren.
Ferdinand blieb in der Defensive, bis Feldmarschall Michail Kutusow im Oktober mit einer russischen Armee von 50.000 Mann eintraf, um eine gemeinsame Offensive zu starten. Nach Kutusow sollten Friedrich von Buxhoeveden mit 40.000 Mann und Marschall Bennigsen mit 20.000 Mann zu einem späteren Zeitpunkt zu ihnen stoßen. In Norditalien sollte Erzherzog Karl mit 95.000 Mann die Etsch überqueren, um Österreichs verlorene italienische Provinzen zurückzuerobern. Erzherzog Johann von Österreich war mit 23.000 Mann in Tirol, um die Verbindung zwischen den österreichischen Truppen in Italien und Süddeutschland aufrechtzuerhalten. Der Plan sah ebenfalls vor, dass etwa 45.000 russische, britische und neapolitanische Truppen in Neapel landen sollten, wo sie die dort stationierten 20.000 französischen Soldaten überwältigen und die Unabhängigkeit des Landes wiederherstellen sollten. Gleichzeitig sollten etwa 70.000 Russen und Schweden in Norddeutschland landen und Hannover für Großbritannien zurückerobern.
In Erwartung eines Krieges mit Österreich befahl Napoleon Ende August die Verlegung des IV., V. und VI. Korps der Grande Armée aus dem Lager von Boulogne an den Rhein. Diese Truppen wurden mit weiteren Korps verstärkt. Das II. Korps von Marschall Marmont marschierte von Utrecht aus nach Mainz und das I. Korps unter Marschall Bernadotte von Hannover nach Würzburg. Die Garde sowie das VII. Korps unter Marschall Augereau wurden als Reserve nach Straßburg befohlen. Die Hauptmacht der Grande Armée marschierte voraus in Richtung Donau, wo sich ihr bis Oktober 1805 auch die Truppen aus Bayern, Württemberg und Baden anschlossen. Insgesamt verfügten Napoleon und seine Verbündeten über etwa 210.000 Mann sowie 396 Kanonen.

## Verlauf

### Deutschland

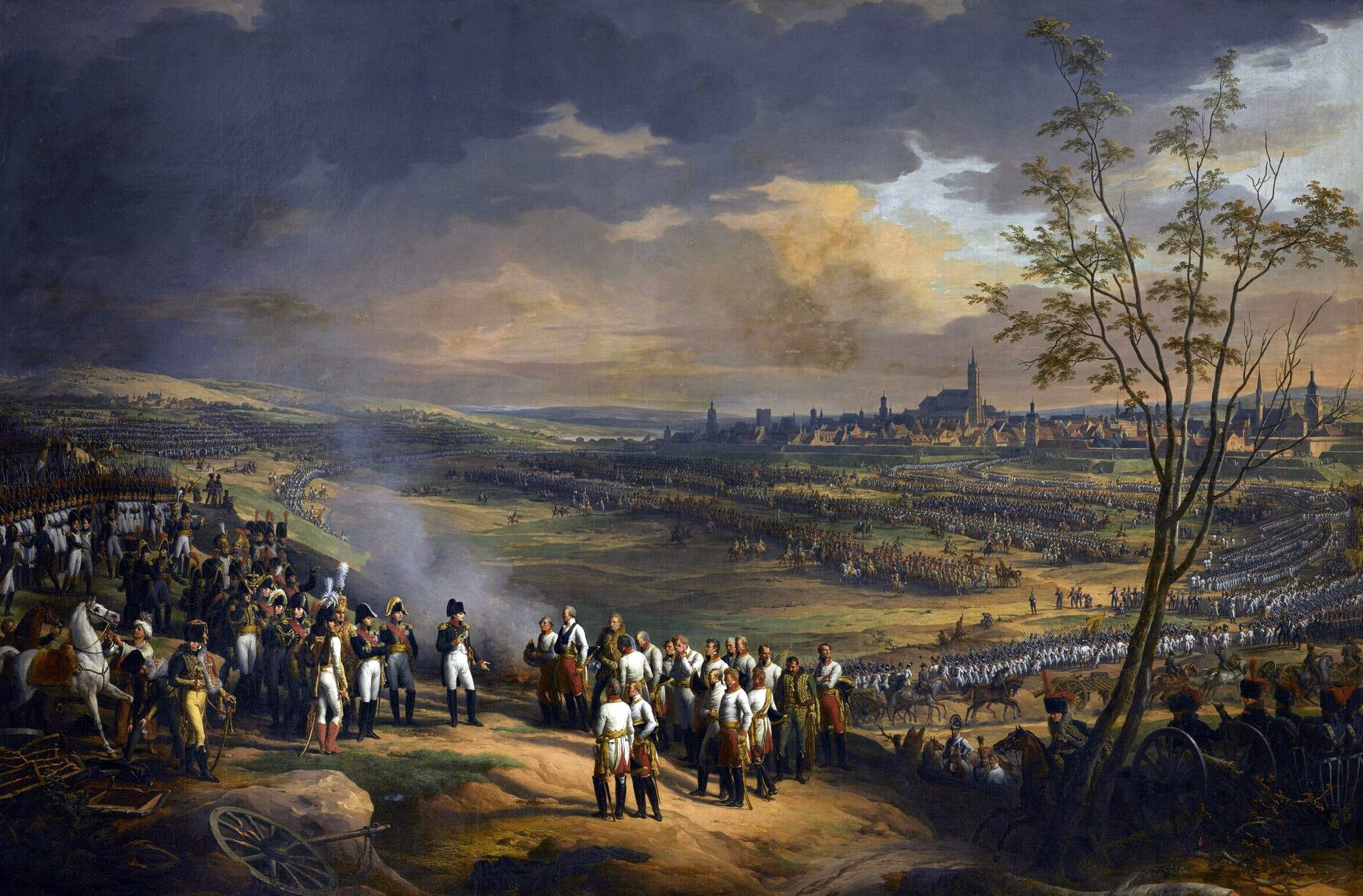
Die österreichischen Truppen gehen nach der Niederlage bei Ulm in die Gefangenschaft

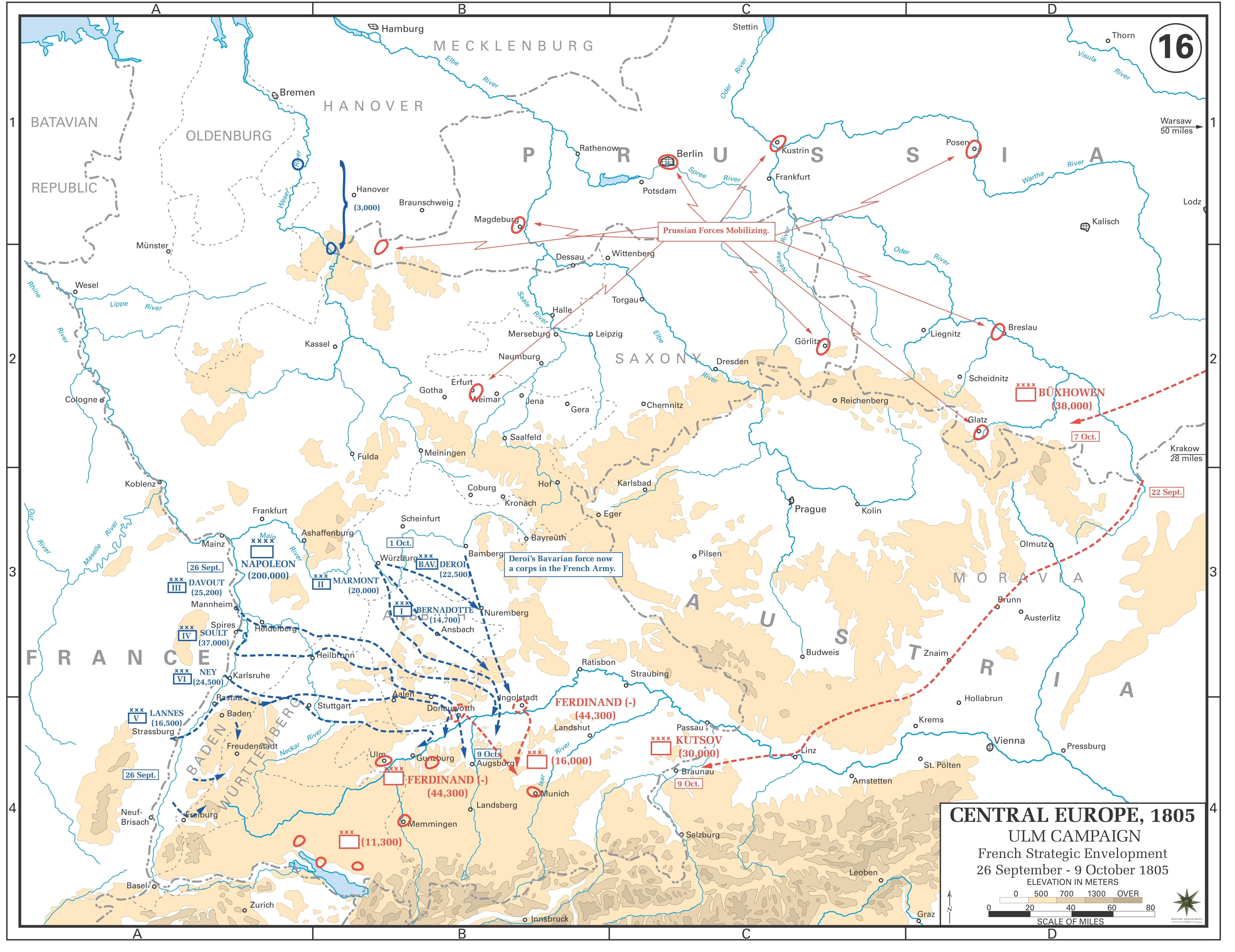
Französischer Truppenaufmarsch vom 26. September bis zum 9. Oktober 1805

Ende August 1805 wurde Fürst Schwarzenberg nach München beordert, wo er den Kurfürsten von Bayern zum Anschluss an die Koalition bewegen sollte. Da sich Bayern jedoch am 24. August im Vertrag von Bogenhausen bereits an Frankreich gebunden hatte, kam dieser Versuch zu spät. Am 8. September 1805 rückte Feldmarschallleutnant (FML) Johann Klenau mit 30 Bataillonen und 30 Eskadronen in Bayern ein. Die bayerischen Truppen unter Deroy konnten sich größtenteils durch Märsche über Forchheim nach Franken absetzen. Als die falsche Nachricht eintraf, nach der die Franzosen bei Kehl bereits den Rhein überschritten hätten und Offenburg bedrohten, ließ Feldmarschall-Leutnant Mack die Hauptarmee von München an die Iller abrücken und bereitete Ulm, Memmingen und Kempten zur Verteidigung vor.

Die Franzosen überquerten am 25. September den Rhein an mehreren Stellen. Napoleon musste schnell handeln. Er drängte mit seinem I. und II. Korps durch das preußische Gebiet von Ansbach und verletzte damit in eklatanter Weise dessen Neutralität. Als er erfuhr, dass Mack seine Truppen um Ulm konzentriert hatte, erließ er neue Befehle, um die Österreicher von den Russen abzuschneiden und stückweise zu vernichten. Anfang Oktober rückten Napoleons Truppen in sechs großen Kolonnen in einem weiten Bogen erst nördlich und dann östlich von Macks Stellung vor. Nachdem Mack am 30. September erkannt hatte, dass er Gefahr lief, eingekesselt zu werden, versuchte er auszubrechen und eine Rückzugslinie in Richtung Wien zu eröffnen. In den ersten beiden Oktoberwochen erlitten die Österreicher eine Reihe schwerer Niederlagen.
Am 8. Oktober zerschlugen Murat und Lannes bei Wertingen die österreichischen Truppen unter Franz Xaver von Auffenberg. Am 11. Oktober konnten bei Jungingen etwa 4.000 französische Soldaten unter dem Kommando von General Pierre Dupont einen Angriff von 25.000 Österreichern abwehren. Am 14. Oktober besiegte Marschall Ney die Österreicher bei Elchingen und verhinderte, dass sie nördlich der Donau entkamen. Zu diesem Zeitpunkt standen die Franzosen mit zwei Korps bei München und Augsburg, wo sie Mack die Fluchtwege nach Süden versperrten. In einer Umfassungsbewegung wurde die österreichische Armee bei Ulm umschlossen und nach kurzen Belagerungskämpfen zur Übergabe gezwungen. Mack musste mit dem Großteil seiner Armee am 19. Oktober kapitulieren, rund 23.000 Österreicher gerieten in französische Gefangenschaft.
Das österreichische Korps Kienmayer musste sich über München in das Innviertel zurückziehen und stellte später die Verbindung mit der Avantgarde der russischen Armee her. Ney gelang es am 14. Oktober, die Österreicher nochmals zu schlagen. In Norddeutschland landete eine russische Armee unter Ostermann-Tolstoi mit 15.000 Mann in Pommern, vereinigte sich mit schwedischen Einheiten und marschierte durch Mecklenburg in Richtung Hannover. An der Weser sollte ein englisch-deutsches Korps hinzustoßen. Auch in Preußen begannen Vorbereitungen, sich am Krieg gegen Napoleon zu beteiligen.

### Auf See
Für Großbritannien war der Krieg in erster Linie ein Seekrieg. Ende Juni 1803 eroberten die Briten St. Lucia und Tobago. Bis Mai 1804 folgten die niederländischen Kolonien Berbice, Demerara, Essequibo und Surinam in Südamerika. Um die Briten auf dem Meer herauszufordern, konzentrierte Bonaparte seine Energien auf drei Hauptziele: Großbritannien jeglichen Handel in Europa zu verwehren, die Kontrolle über einen größeren Teil Europas zu konsolidieren und eine Invasion der Britischen Inseln vorzubereiten. Um das erste Ziel zu erreichen, konfiszierte die französische Regierung britische Waren und verbot ihre Einfuhr in alle von Frankreich kontrollierten Gebiete. Für sein zweites Ziel zog Napoleon an der Kanalküste eine Armee von 150.000 Mann zusammen, die Armée des côtes d’Angleterre (Englandarmee). Das Hauptquartier dieser Armee befand sich bei Boulogne-sur-Mer.

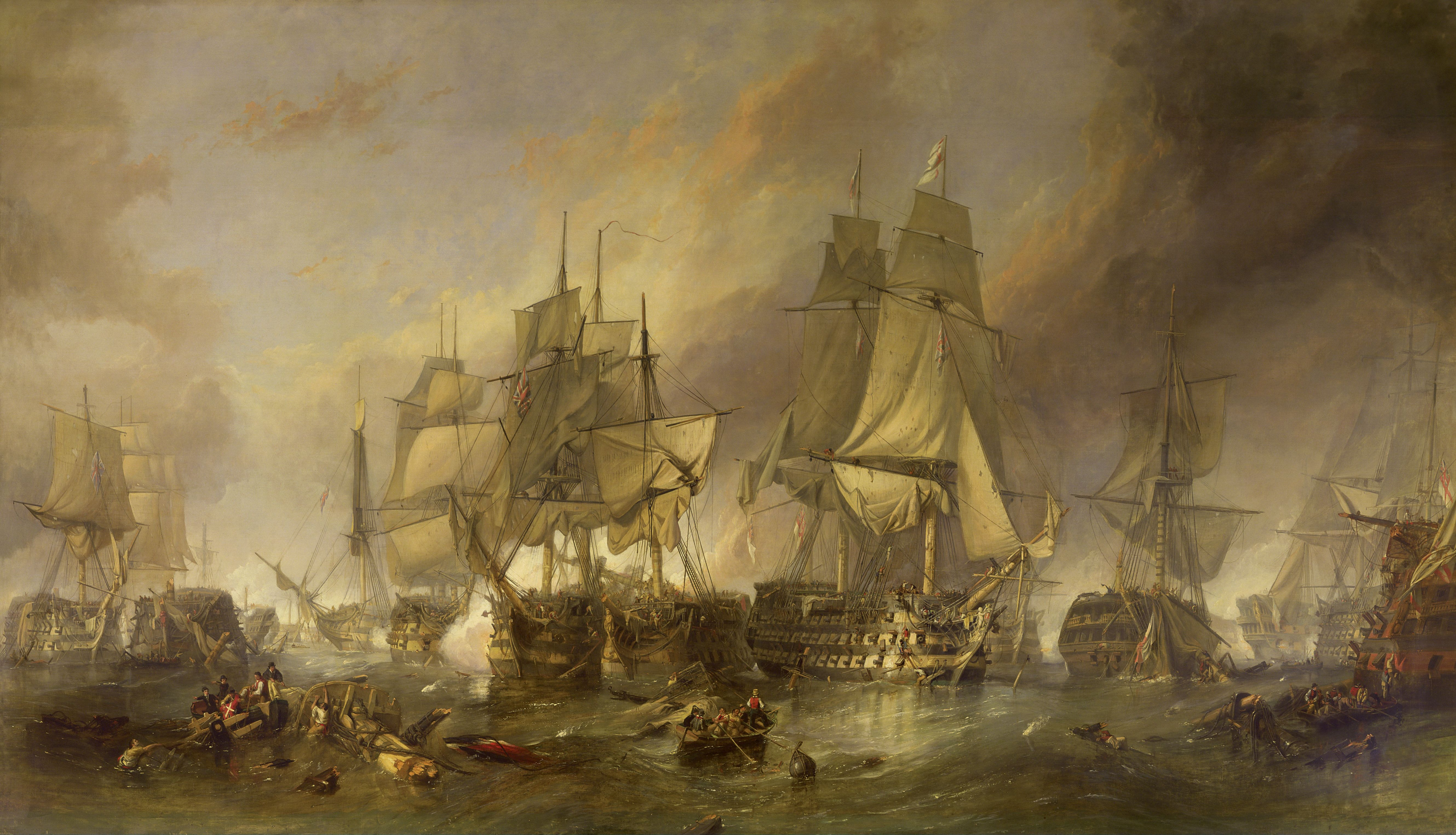
The Battle of Trafalgar von Clarkson Stanfield

Um seine Armee über den Ärmelkanal zu bringen, war es dringend erforderlich, die Royal Navy im entscheidenden Moment abzulenken. Admiral Pierre de Villeneuve sollte zusammen mit einer spanischen Flotte von Spanien aus zu den Westindischen Inseln segeln, um so die britische Mittelmeerflotte von Europa wegzulocken. In der Karibik angekommen, sollte Villeneuve den britischen Streitkräften ausweichen, nach Europa zurückkehren und zusammen mit den französischen Flotten aus Brest und Rochefort und den spanischen Schiffen aus den Häfen von Cádiz und Ferrol die Invasionsflotte im Ärmelkanal vor den verbleibenden britischen Kriegsschiffen zu schützen.
Ohne größere Ziele erreicht zu haben, kehrte die spanisch-französische Flotte im Juni wieder nach Europa zurück. Am 22. Juli stieß Villeneuves Flotte vor Kap Finistère (Nordwestspanien) auf eine britische Flotte unter Vizeadmiral Sir Robert Calder. Die darauffolgende Schlacht endete mit einem strategischen Sieg für die Briten. Am 21. Oktober 1805 kam es vor Kap Trafalgar zur entscheidenden Seeschlacht des Krieges. Die britische Flotte mit 27 Linienschiffen unter Admiral Horatio Nelson griff eine französisch-spanische Flotte mit 33 Schiffen an. Während sich die französisch-spanische Flotte in einer Schlachtlinie befand, griffen die Briten in zwei Divisionen an, indem sie ihre Linie durchschnitten. Dank des Windvorteils trennten die Briten ihre Gegner in zwei Hälften und erreichten zahlenmäßige Überlegenheit, da die vordersten französisch-spanischen Schiffe nicht wirksam eingreifen konnten. Wie geplant brachten die Briten die gegnerische Flotte in Unordnung und in einem Melee einzelner Schiffe wurde die französisch-spanische Flotte besiegt. Dies bedeutete auch das endgültige Aus für alle Invasionspläne in England.

### Italien
Tirol war vom 23.000 Mann starken Korps unter Erzherzog Johann besetzt, am Inn standen den Franzosen weitere 15.000 Österreicher unter Kienmayer gegenüber. Marschall Augereau überschritt den Rhein am 23. Oktober, erreichte am 9. November die Gegend bei Stockach und zog die badischen und württembergischen Truppen an sich. Napoleon verstärkte diese Truppe, um die Flanken der Hauptarmee zu schützen. Die österreichische Italienarmee unter Erzherzog Karl und Bellegarde stand mit etwa 50.000 Mann an der Etsch und siegte am 31. Oktober in der Schlacht bei Caldiero über die zahlenmäßig gleichstarken Franzosen unter Masséna. Nach Macks Kapitulation bei Ulm musste sich Erzherzog Karl unter Nachhutgefechten aber nach Norden zurückziehen. Französische Truppen unter Massena besetzten Triest.

Augereaus Truppen marschierten längs des Bodensees gegen Bregenz und zwangen nach Gefechten bei Feldkirch die Österreicher am 14. Oktober unter Jellačić bei Dornbirn zur Kapitulation. Am 7. November wurde Innsbruck von den Franzosen unter Ney eingenommen. Erzherzog Johann zog das Tiroler Korps in Richtung Brennerpass zurück. Er marschierte durch das Pustertal und vereinigte sein Korps am 26. November mit Erzherzog Karl. Zusammen war diese Armee etwa 80.000 Mann stark, ihnen schlossen sich die aus Salzburg zurückgegangenen Truppen an. Erzherzog Karl entzog sich den Verfolgern durch seinen Abmarsch nach Ungarn, seine Armee konnte aber den entscheidenden Kriegsschauplatz in Mähren nicht mehr rechtzeitig erreichen.

### Österreich

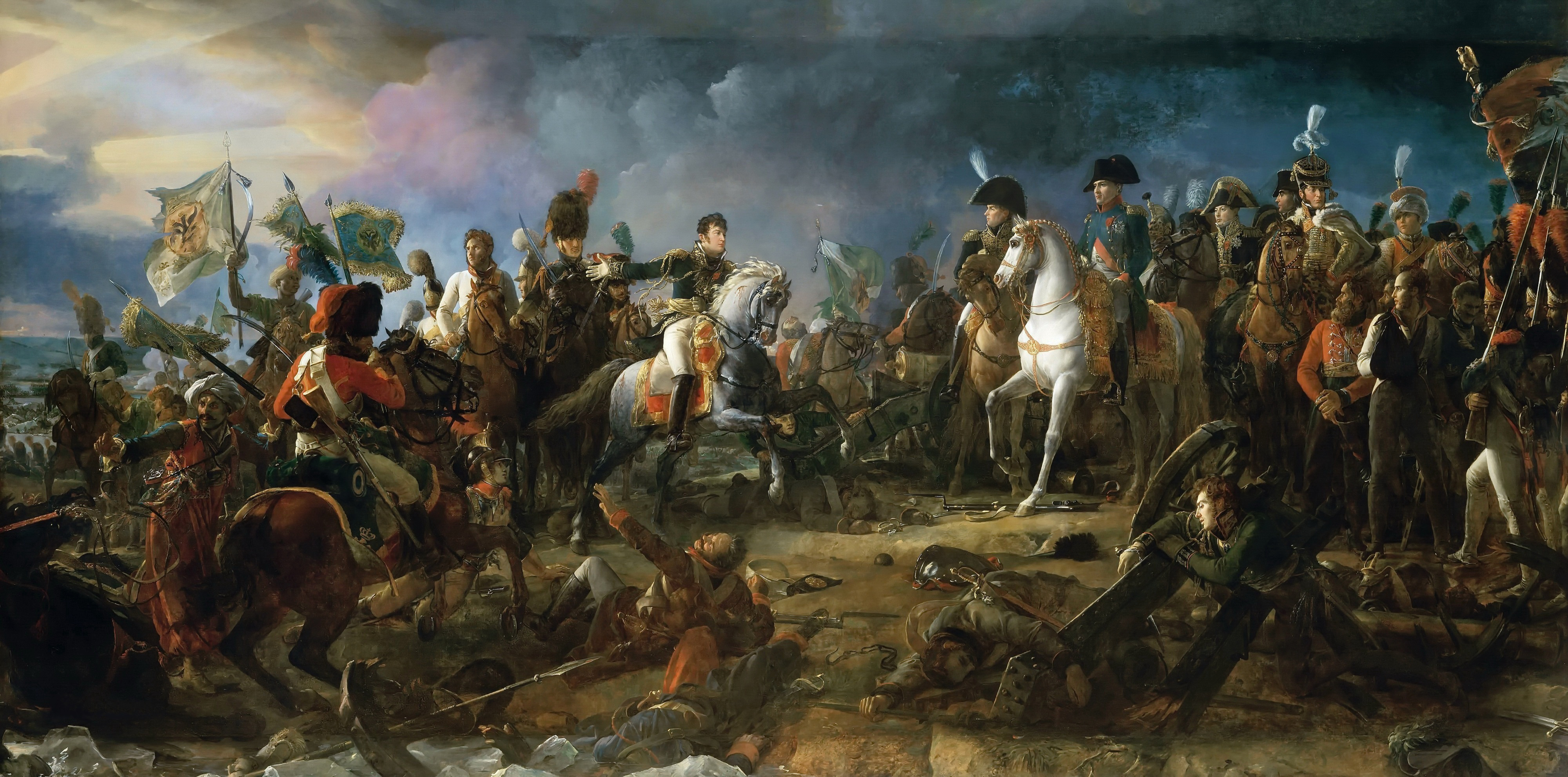
Napoléon bei der Schlacht von Austerlitz, Gemälde von François Gérard

Die russische Armee unter Fürst Kutusow erreichte mit 46.000 Mann vom 12. bis 22. Oktober Braunau am Inn. Da die Stellung am Inn nicht haltbar war, begann am 25. Oktober der Rückzug auf das linke Donauufer, um die Ankunft weiterer Verbände abzuwarten. Kaiser Franz II. vereinigte die aus der Stadt abgezogenen Truppen, etwa 13.000 Mann unter Fürst Auersperg, mit der russischen Armee, bei der sich auch Alexander I. befand. Am 11. November gelang bei Dürnstein ein kleiner Abwehrerfolg, trotzdem marschierten die Russen nach Mähren ab. Der Weg nach Wien war frei und Napoleon marschierte am 13. November kampflos in die geräumte Stadt ein. Die Verbündeten beschlossen, Napoleon bei Brünn eine Schlacht zu liefern, nachdem weitere 30.000 russische Soldaten angekommen waren.
Insgesamt verfügten die Verbündeten über etwa 85.000 Mann Infanterie und 16.000 Kavalleristen. Am 2. Dezember 1805 kam es zur entscheidenden Schlacht bei Austerlitz. Obwohl zahlenmäßig schwächer als die gegnerische Armee, errang Napoleon in der Dreikaiserschlacht einen klaren Sieg. Die Verbündeten zogen sich wieder zurück. Allmählich machte sich die Nähe von Erzherzog Karls Truppen bemerkbar und auch in Böhmen hatten die Österreicher kleinere Erfolge. Nach dem Abzug der Russen musste jedoch am 6. Dezember ein Waffenstillstand mit den Franzosen geschlossen werden. Ein mögliches Eingreifen Preußens auf alliierter Seite, wie es durch ein preußisch-russisches Bündnis vom 3. November möglich erschien, war danach keine Gefahr mehr für Napoleon. Damit war Österreich geschlagen.

## Folgen
Die britischen Siege bei Trafalgar und Maida änderten nichts an der Tatsache, dass 1806 die Dritte Koalition in Trümmern lag und Napoleon den europäischen Kontinent beherrschte. Die Triumphe bei Ulm und Austerlitz machten Napoleon zum Herrscher in Italien und Süddeutschland und gaben ihm freie Hand, die politische Landkarte Europas neu zu zeichnen.
Im Frieden von Preßburg vom 26. Dezember hatte Franz II. schwere Bedingungen zu akzeptieren. Neben Reparationszahlungen in Höhe von 40 Millionen Franc in Gold verloren die Habsburger ihre letzten Besitzungen in Italien. Venedig, Istrien und Dalmatien wurden dem Königreich Italien zugeschlagen. Tirol, Vorarlberg und Salzburg fielen an Bayern; die vorderösterreichischen Besitzungen in Schwaben an Württemberg und Baden. Bayern und Württemberg wurden zu Königreichen und Baden zum Großherzogtum erhoben. Frankreich garantierte ihre Souveränität und Unabhängigkeit. Im Gegenzug verpflichteten sich alle drei zu einer dauerhaften Allianz mit Napoleon. Im Vertrag von Schönbrunn vom 15. Dezember 1805 zwischen Frankreich und Preußen verzichteten die Hohenzollern auf Neuchatel, Wesel und Kleve, die an Frankreich fielen, während Ansbach-Bayreuth Bayern zugeschlagen wurde. Im Gegenzug erhielt Preußen das Kurfürstentum Hannover.
Auf Seiten der Alliierten waren etwa 142.000 Mann gefallen. Die größten Verluste hatte dabei Österreich mit 90.000 zu tragen. Die wenigsten Verluste gab es mit etwa 1000 auf britischer Seite. Frankreich hatte etwa 40.000 Tote zu verzeichnen.